# Just Buried
Just Buried è un film canadese del 2007 scritto e diretto da Chaz Thorne.

## Trama
Il fattorino Oliver Whynacht e suo fratello Jackie fanno ritorno nella loro città natale in Nuova Scozia, per il funerale del padre separato. Oliver scopre così di aver ereditato l'intero patrimonio di suo padre, che include un'agenzia di pompe funebri.
Poco dopo il suo arrivo, Oliver viene informato da Henry, il tuttofare, che l'agenzia di pompe funebri sta rischiando la bancarotta, poiché suo padre è il primo "cliente" di un intero anno di attività. Ciò è dovuto al fatto che Wayne Snarr ha aperto un'agenzia di pompe funebri concorrente nella stessa città e, attraverso tecniche di marketing, ha sottratto i "clienti" della casa di riposo che era stata una miniera d'oro per il padre di Oliver.
Oliver esce con Roberta e si ubriaca. Nonostante sappia di essere troppo ubriaco per guidare, lei insiste dicendo che "tutti qui intorno lo fanno". Quindi, saltano sul pick-up. Inizialmente va tutto bene, ma quando Oliver distoglie gli occhi per un attimo, commette un omicidio colposo investendo e uccidendo con il camion un escursionista notturno.
Roberta aiuta Oliver a coprire il crimine, perché oltre ad essere l'imbalsamatrice dell'agenzia di pompe funebri, Olivia è anche il medico legale cittadino. Posizionano il corpo in modo tale che sembri un incidente. Questo diventa il primo cliente pagante di Oliver.
Il suo primo "cliente" si rivela benestante, quindi il suo primo funerale è un successo. Questo fa sì che il duo uccida di nuovo, ma intenzionalmente. L'intrigante Roberta incita persino Oliver a eliminare la loro concorrenza. Ironia della sorte, il padre di Roberta è lo sceriffo locale.
Grazie alla loro reciproca collaborazione, Oliver e Roberta si innamorano. Dopo che Roberta rivela di essere incinta, i due si sposano. Poco dopo, viene a galla la verità: Roberta ha ucciso suo padre per attirare Oliver in città. Infatti, Roberta voleva usare Oliver per riottenere la proprietà dell'agenzia di pompe funebri, che originariamente apparteneva a sua madre. Il film si conclude con Roberta che uccide Oliver e prende possesso dell'agenzia di pompe funebri.

## Accoglienza
Il film detiene un indice di gradimento del 33% su Rotten Tomatoes, basato su nove recensioni con una valutazione media di 4,67/10.